# Copa do Mundo de Rugby League de 2008
A Copa do Mundo de Rugby League de 2008 foi a décima terceira edição do torneio. Ocorreu oito anos depois da anterior.
Foi realizada na Austrália, que tem tradicionalmente a seleção de rugby league mais forte do mundo. Ela havia ganho seguidamente as seis edições anteriores. Mas, para o espanto dos anfitriões, a campeã foi a rival Nova Zelândia, que venceu o torneio pela primeira vez  e onde o rugby league é secundário em relação ao rugby union, código em que os neozelandeses e sua seleção (os All Blacks) são os mais fortes.
As duas edições anteriores haviam expandido o número de seleções participantes, o que acarretara em jogos desequilibrados e prejuízos, além de não ter impedido a previsibilidade do torneio. Com isso, os organizadores decidiram reduzir a quantidade de competidores, voltando a ser entre dez seleções: Austrália, Escócia, Fiji, França, Inglaterra, Irlanda, Nova Zelândia, Papua-Nova Guiné, Samoa e Tonga, nenhuma delas estreante.
O título da Nova Zelândia foi considerado uma grata surpresa em um torneio tido como uma evolução em relação aos antecessores.

## Resultados

### Grupo A
| 25 Outubro |       |                  |                                                    |
| Inglaterra | 32–22 | Papua-Nova Guiné | Willows Sports Complex, Townsville Público: 10,780 |
|            |       |                  | Willows Sports Complex, Townsville Público: 10,780 |

| 26 Outubro |      |               |                                                 |
| Austrália  | 30–6 | Nova Zelândia | Sydney Football Stadium, Sydney Público: 34,157 |
|            |      |               | Sydney Football Stadium, Sydney Público: 34,157 |

| 1 Novembro    |      |                  |                                            |
| Nova Zelândia | 48–6 | Papua-Nova Guiné | Robina Stadium, Gold Coast Público: 11,278 |
|               |      |                  | Robina Stadium, Gold Coast Público: 11,278 |

| 2 Novembro |      |            |                                              |
| Austrália  | 52–4 | Inglaterra | Docklands Stadium, Melbourne Público: 36,297 |
|            |      |            | Docklands Stadium, Melbourne Público: 36,297 |

| 8 Novembro |       |               |                                                                  |
| Inglaterra | 24–36 | Nova Zelândia | Newcastle International Sports Centre, Newcastle Público: 15,145 |
|            |       |               | Newcastle International Sports Centre, Newcastle Público: 15,145 |

| 9 Novembro |      |                  |                                                    |
| Austrália  | 46–6 | Papua-Nova Guiné | Willows Sports Complex, Townsville Público: 16,239 |
|            |      |                  | Willows Sports Complex, Townsville Público: 16,239 |

| Seleção          | Jogos | Vitórias | Empates | Derrotas | Pontos Pró | Pontos Contra | Saldo | Pontos |
| ---------------- | ----- | -------- | ------- | -------- | ---------- | ------------- | ----- | ------ |
| Austrália        | 3     | 3        | 0       | 0        | 128        | 16            | 112   | 6      |
| Nova Zelândia    | 3     | 2        | 0       | 1        | 90         | 60            | 30    | 4      |
| Inglaterra       | 3     | 1        | 0       | 2        | 60         | 110           | -50   | 2      |
| Papua-Nova Guiné | 3     | 0        | 0       | 3        | 34         | 126           | -92   | 0      |

### Grupo B
| 26 Outubro |       |         |                                           |
| França     | 36–18 | Escócia | Canberra Stadium, Canberra Público: 9,287 |
|            |       |         | Canberra Stadium, Canberra Público: 9,287 |

| 1 Novembro |      |        |                                                  |
| Fiji       | 42–6 | França | Wollongong Showground, Wollongong Público: 9,213 |
|            |      |        | Wollongong Showground, Wollongong Público: 9,213 |

| 5 Novembro |       |      |                                               |
| Escócia    | 18–16 | Fiji | Central Coast Stadium, Gosford Público: 9,720 |
|            |       |      | Central Coast Stadium, Gosford Público: 9,720 |

| Seleção | Jogos | Vitórias | Empates | Derrotas | Pontos Pró | Pontos Contra | Saldo | Pontos |
| ------- | ----- | -------- | ------- | -------- | ---------- | ------------- | ----- | ------ |
| Fiji    | 2     | 1        | 0       | 1        | 58         | 24            | 34    | 2      |
| Escócia | 2     | 1        | 0       | 1        | 36         | 50            | -16   | 2      |
| França  | 2     | 1        | 0       | 1        | 42         | 60            | -18   | 2      |

### Grupo C
| 27 Outubro 2008 |       |         |                                           |
| Tonga           | 22–20 | Irlanda | Parramatta Stadium, Sydney Público: 6,165 |
|                 |       |         | Parramatta Stadium, Sydney Público: 6,165 |

| 31 Outubro 2008 |       |       |                                          |
| Samoa           | 20–12 | Tonga | Penrith Stadium, Penrith Público: 11,787 |
|                 |       |       | Penrith Stadium, Penrith Público: 11,787 |

| 5 Novembro 2008 |       |       |                                           |
| Irlanda         | 34–16 | Samoa | Parramatta Stadium, Sydney Público: 8,602 |
|                 |       |       | Parramatta Stadium, Sydney Público: 8,602 |

| Seleção | Jogos | Vitórias | Empates | Derrotas | Pontos Pró | Pontos Contra | Saldo | Pontos |
| ------- | ----- | -------- | ------- | -------- | ---------- | ------------- | ----- | ------ |
| Irlanda | 2     | 1        | 0       | 1        | 54         | 38            | 16    | 2      |
| Tonga   | 2     | 1        | 0       | 1        | 34         | 40            | -6    | 2      |
| Samoa   | 2     | 1        | 0       | 1        | 36         | 46            | -10   | 2      |

### Jogo pelo 7º lugar
| 8 Novembro |      |         |                                         |
| Tonga      | 48–0 | Escócia | Browne Park, Rockhampton Público: 5,930 |
|            |      |         | Browne Park, Rockhampton Público: 5,930 |

### Jogo pelo 9º lugar
| 9 Novembro |       |        |                                         |
| Samoa      | 42–10 | França | Penrith Stadium, Penrith Público: 8,028 |
|            |       |        | Penrith Stadium, Penrith Público: 8,028 |

### Qualificatória à semifinal
| 10 Novembro |       |      |                                           |
| Irlanda     | 14–30 | Fiji | Robina Stadium, Gold Coast Público: 8,224 |
|             |       |      | Robina Stadium, Gold Coast Público: 8,224 |

### Semifinais
| 15 Novembro |       |               |                                     |
| Inglaterra  | 22–32 | Nova Zelândia | Lang Park, Brisbane Público: 26,659 |
|             |       |               | Lang Park, Brisbane Público: 26,659 |

| 16 Novembro |      |      |                                                 |
| Austrália   | 52–0 | Fiji | Sydney Football Stadium, Sydney Público: 15,855 |
|             |      |      | Sydney Football Stadium, Sydney Público: 15,855 |

### Final

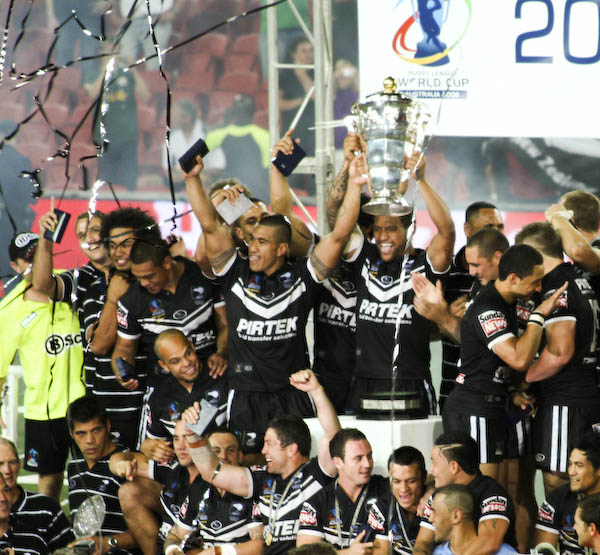
Nova Zelândia comemorando o título, o primeira vencido pelos Kiwis.

| 22 Novembro |       |               |                                     |
| Austrália   | 20–34 | Nova Zelândia | Lang Park, Brisbane Público: 50,599 |
|             |       |               | Lang Park, Brisbane Público: 50,599 |